# Барбара фон Крюденер
Баронеса Барбара Юлія фон Крюденер (нім. Beate Barbara Juliane von Krüdener, уроджена Фитінгоф; часто називають її офіційним французьким іменем, Madame de Krüdener; 22 листопада 1764, Рига — 25 грудня 1824 або 13 грудня 1824, Карасубазар, Російська імперія (нині Крим)) — франкомовна письменниця з балтійської шляхти, проповідниця містичного християнства, протягом кількох років мала величезний вплив на російського імператора Олександра I.

## Біографія
Народилася в 1764 році (за різними джерелами — 11, 21 або 22 листопада) в Ризі в родині Івана Фітінгофа, відомого масона і поборника просвітництва. Дідом матері баронеси був фельдмаршал Мініх. Здобула світську освіту.
У 1782 році її видали заміж за посла Росії в Курляндії, барона Олексія Крюденера (1744—1802), який був старший за неї на двадцять років. Подружжя незабаром розійшлися. Мала стосунки з французьким графом Фрежвилем. Пізніше вона то примирялась з чоловіком, то знову залишала його, мандруючи по Європі. У Парижі відвідувала салон пані де Сталь. Присутня з донькою Юлією на вечорі, на якому Франсуа де Шатобріан читав уривки зі свого нового твору «Геній християнства». 1800 року вона, в наслідування «Максима» Франсуа де Ларошфуко, стала імпровізувати короткі вислови, які і були надруковані в Mercure de France, а пізніше видавалися під заголовком: «Pensées d'une Dame Etrangère». Потім вона написала «Eliza», «Алексіс», «La Cabane des Lataniers» (пасторалі у смаку Бернарда де Сен-П'єра), а в 1803 році видала роман «Valérie» («Валері»), в основу якого лягли особисті пригоди Крюденер, сильно, втім, видозмінені і прикрашені у сентиментальному дусі.
Блискучий успіх роману, значною мірою, був створений самою Крюденер: вона платила гроші поетам, які писали вірші на її честь, замовляла капелюхи, квіти, стрічки ав la Valérie тощо. Однак не тільки підкуплена критика, але навіть і такі відомі особи, як Шатобріан і пані Сталь, схвально відгукувалися про «Валері». Слідом за цим відбулося «звернення» Крюденер. Вона і раніше вдавалася до релігії, розуміючи її тільки з егоїстичної точки зору, просячи Бога про влаштування своїх особистих справ та службових справ чоловіка. Вже в «Valérie» вона прагне повчати читача. Остаточно вона стала на новий шлях після поїздки до Ліфляндії, в 1804 році. Цьому сприяли вік, що не дозволяв можливості світських успіхів, сільська нудьга, втома, прагнення до ефектів. Смерть знайомого на її очах справила сильне враження на Крюденер і довела її до меланхолії, з якої вона вийшла на шлях релігійної екзальтації.
Знайомство з гернгутерами в Ризі, Юнг-Штиллінгом у Карлсруе утвердив її на новий напрямок. Вона знайомиться також з Оберліном, ревним прихильником біблійного товариства, і з шарлатаном-пастором Фонтенем, котрі експлуатували публіку передбаченнями поселянки Марії Куммрін. Остання вказала Крюденер роль апостола, обраного Богом для звернення людей на шлях істинний. Свою пророчу діяльність Крюденер відкрила в Бадені, але проповідувала і в багатьох інших місцях; слава її росла дедалі більше та більше. Вона передбачала великі події і перевороти, які мають відбутися в 1816 році. Передбачення ці були темні, невизначені, легко піддавалися всіляким тлумаченням, але на багатьох слухачів справляли сильне враження. Деякі з них продавали своє майно і йшли шукати біля підніжжя Арарату нових місць, де б можна було заснувати царство Христове на землі.
У цей час відбулася зустріч Крюденер з Олександром I. Останній їхав з Відня, стомлений конгресом, засмучений втечею Наполеона з Ельби, і зупинився (4 червня 1815 р.) в Гейльбронні. Тут він згадав про пророкування Крюденер, відомих йому зі слів однієї з фрейлін імператриці, пані Стурдза — і в ту ж хвилину йому доповіли про прихід баронеси. Випадковий збіг цих фактів, а потім і розмова з Крюденер сильно подіяли на російського царя. Він запросив її до Парижа, часто розмовляв і радився з нею. Навряд чи можна визнати будь-який прямий політичний вплив, крім тієї загальної, невизначеної містичної релігійності, яку вона підтримувала і посилювала в імператорі Олександрі. Всупереч розхожим твердженням, не їй, а Олександру I належить цілком ідея Священного Союзу.
Філантропічна діяльність Крюденер в голодні 1816—1817 рр. зробила її надзвичайно популярною в південній Німеччині, але уряди ставилися до неї вороже і висилали її з одного округу до іншого. Її проповідь, повна релігійної фантастики, зводилася, по суті, до наступного: християни повинні бути з'єднані в одну сім'ю, пов'язану ім'ям Христа. Істинна церква існувала лише до третього століття. Гус прагнув до відновлення її, але протестантство — це «хитра справа сатани», який, замість сліпої віри і самознищення, вселило людям велику самовпевненість і гордість. В наш час втрата істинної віри дійшла до крайньої межі. Неодмінно має статися страшна битва невіри проти віри; все віщує її та сучасники її ще побачать; французька революція була прологом до неї.
У 1818 році Крюденер приїхала до Російської імперії і довго жила в Ліфляндії, проповідуючи тільки в колі знайомих; як тільки вона порушувала дозволене російським законодавством, їй м'яко нагадували про це. 1821 року Крюденер, з дозволу імператора, що перебував на конгресі в Троппау, прибула до Петербурга і тут зійшлася з княгинею Анною Голіциною і з гуртком російських містиків.
 Олександра I особливо дратувало, коли хто-небудь надто вже спекулював на його наївності. На цьому, адже, зірвалася згодом кар'єра баронеси Крюденер, через посередництво якої святий дух унадився передавати царю веління щодо якихось кредитів по касі опікунської ради.— Тарле Е. В. Талейран. — Высшая школа, 1992. — (Историческое наследие). — ISBN 5-06-002500-4. Архівна копія від 26 січня 2012  Архівовано січень 26, 2012 на сайті Wayback Machine.
е
Після початку грецького повстання Крюденер стала проповідувати війну за звільнення греків. Збайдужілий до Крюденер імператор делікатно, листом, зупинив її проповідь. Засмучена Крюденер наприкінці 1821 році повернулася до свого ліфляндського маєтку і почала здійснювати над собою аскетичні досліди, які підірвали її здоров'я. Навесні 1824 року вона вирушила разом з княжною Анною Голіциною до її кримського маєтку Кореїза, де померла наприкінці того ж року.
Відомий її ворог Фотій Спаський досить уїдливо відгукнувся на звістку про смерть баронеси:

Жінка ця, з утраченими розумом та сердечності, від біса вдихається, не кажучи нікому противного похотям плоті, звичаям світу і справах ворожим, так подобатися вміла всім у всьому, що, починаючи з перших стовпових боляр, дружини, мужі, дівиці поспішали, як оракула якогось дивного, послухати жонку Кріднер. Деякі шанувальники її, зі зваблювання чи свого або з лайки над нашою святинею християнських догматів, портрети зобразили Кріднершу, видавали до суспільства її з руками, до серця притиснутими, очі на небо має, і Святого духа з небес, як на Христа, що сходив у Йордані або на Діву Богородицю при Благовіщенні архангельському. До тенет Татаринової і Кріднерші сам міністр духовних справ повністю потрапив.

Баронеса похована у склепі, де до цього був похований її родич — катерининський генерал Антон Шіц. Її дочка, баронеса Софія-Юлія (Ганна) де Беркгейм (1782—1865) і деякі послідовниці залишилися доживати свій вік в Криму у Анни Голіциної.